# Kim Kuk-chol
Kim Kuk-chol (* 19. April 1991) ist ein ehemaliger nordkoreanischer Eishockeyspieler.

## Karriere
Kim Kuk-chol nahm im Juniorenbereich für Nordkorea an den U20-Weltmeisterschaften 2010, als er zweitbester Torvorbereiter nach dem Türken Cüneyt Baykan war, und 2011 teil.
In der nordkoreanischen Nationalmannschaft debütiert er bei der Weltmeisterschaft 2014 in der Division III. Nachdem die Nordkoreaner 2015 ohne Kim in die Division II aufgestiegen waren, gelang ihm mit seinem Team bei der Weltmeisterschaft 2016 der Klassenerhalt in der Division II. Auch 2017, 2018 und 2019 spielte er mit den Ostasiaten in der Division II. Anschließend beendete er seine Karriere.
Auf Vereinsebene spielte Kim für Taesongsan in der nordkoreanischen Eishockeyliga.